# Contea di Johnson (Georgia)
La contea di Johnson (in inglese Johnson County) è una contea dello Stato della Georgia, negli Stati Uniti. La popolazione al censimento del 2000 era di 8 560 abitanti. Il capoluogo di contea è Wrightsville.